# لاستویتیل
longitudeلاستویتیلlatitudeلاستویتیل
لاستویتیل (به انگلیسی: Lostwithiel) یک شهرک در بریتانیا است که در انگلستان واقع شده‌است.

## نگارخانه

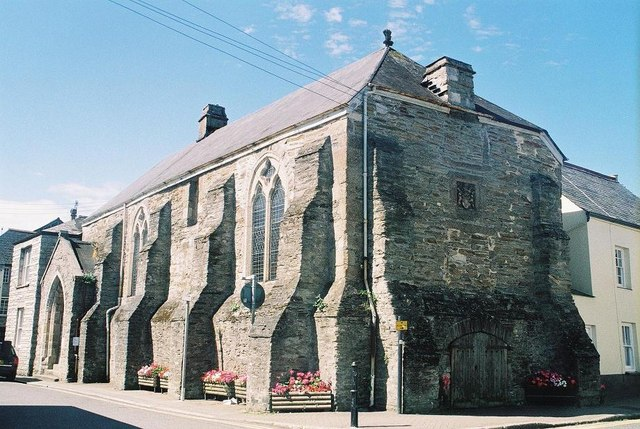
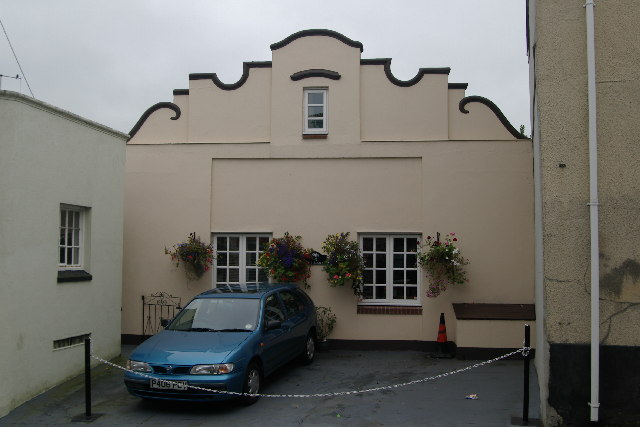
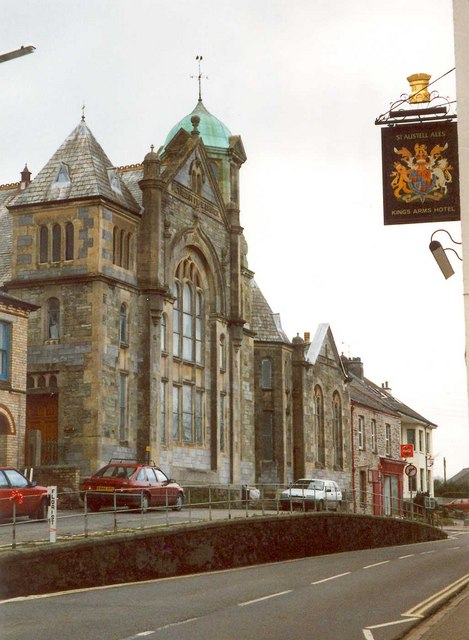

## خصوصیات
لاستویتیل ۲٬۷۳۹ نفر جمعیت دارد.